# Marshmallow (MISAMO歌曲)
《Marshmallow》是韩国女子组合TWICE分队MISAMO的歌曲，于2023年6月16日由JYP娱乐发行，为该组合第一张迷你专辑《Masterpiece》的收錄曲。

## 背景
2023年6月15日，官方釋出MV預告片。6月16日，Marshmallow數位音源公開並釋出音樂錄音帶。

## 音樂錄音帶
在MV中，MINA扮演兼職，SANA扮演網紅，MOMO扮演舞者兼實習生，將其比作棉花糖，表達即使在“最後一分鐘”的日常生活中也能度過“閃閃發光”的一天的感覺。MV表現出可愛而原始的表情，與藝術和繪畫般的專輯視覺有差距。